# Oanh họng đen
Calliope obscura là một loài chim trong họ Muscicapidae.